# Wojciech Kowalczyk
Wojciech Kowalczyk, conocido como Kowalczyk, es un exfutbolista polaco nacido en Varsovia, que desarrolló su carrera en clubes de tres países europeos diferentes.

## Trayectoria
Kowalczyk comenzó a jugar en las filas del Olimpia Varsovia, de donde pasó a otro club menor, el Polonez Varsovia.
En 1990 ficha por el Legia de Varsovia, con el que gana diversos campeonatos de liga y copa, y militando en el cual es convocado con la selección polaca para disputar las Olimpiadas de Barcelona de 1992, en las que aúpa a su equipo al subcampeonato, cayendo derrotado frente a España.
Tras su buen papel en este torneo internacional, el Sevilla FC medita incorporarlo, aunque finalmente no da el paso, y es el Real Betis Balompié de Manuel Ruiz de Lopera el que, previo pago de 240 millones de pesetas al Legia de Varsovia, se hace con sus servicios, convirtiendo al delantero de bigote en el fichaje más caro en la historia del club, tras El Puma Rodríguez.
Su rendimiento está muy por debajo de lo que cabría esperar tras este hito, y en el Real Betis Balompié solo anota 14 goles distribuidos en cuatro temporadas, lo que provoca su salida en el mercado de invierno de la temporada 1997-1998 con destino a la UD Las Palmas, donde militaría ese medio ejercicio y el siguiente, sin llegar a ser nunca titular claro.
Tras una temporada en blanco, para la 2000-2001 Kowalczyk vuelve a su país y a su Legia Varsovia, pero a mitad de la siguiente temporada, y sin apenas minutos, hace las maletas rumbo a Chipre, donde recupera su mejor nivel y jugando para el Anorthosis obtiene 24 goles en 25 partidos de liga y gana el trofeo de Copa de ese país. Sin embargo, a la siguiente temporada apenas cuenta, recalando para la 2003-2004 en el APOEL FC, también chipriota, donde 3 goles en 16 partidos contribuyeron a obtener un título de liga.
En 2005, Kowalczyk regresa a Polonia para jugar en el AZS Absolwent UW de Varsovia, un club amateur de Varsovia. En 2018-2019 fue futbolista de un club amateur KTS Weszło de Varsovia.

## Participaciones internacionales
| Evento                            | Sede      | Resultado |
| --------------------------------- | --------- | --------- |
| Torneo Olímpico de Fútbol de 1992 | Barcelona | Plata     |

## Palmarés

### Campeonatos nacionales
| Título                     | Club                 | País    | Año                        |
| -------------------------- | -------------------- | ------- | -------------------------- |
| Ekstraklasa                | Legia de Varsovia    | Polonia | 1993/94, 1994/95, 2001/02. |
| Copa de Polonia            | Legia de Varsovia    | Polonia | 1993/94.                   |
| Supercopa de Polonia       | Legia de Varsovia    | Polonia | 1994.                      |
| Copa de Chipre             | Anorthosis Famagusta | Chipre  | 2001/02, 2002/03.          |
| Primera División de Chipre | APOEL Nicosia FC     | Chipre  | 2003/04.                   |

## Clubes
| Club                         | País    | Año       |
| ---------------------------- | ------- | --------- |
| Legia de Varsovia            | Polonia | 1990-1994 |
| Real Betis Balompié          | España  | 1994-1998 |
| Unión Deportiva Las Palmas   | España  | 1998-1999 |
| Legia de Varsovia            | Polonia | 2001      |
| Anorthosis Famagusta         | Chipre  | 2001-2002 |
| APOEL Nicosia FC             | Chipre  | 2003-2004 |
| AZS Absolwent UW de Varsovia | Polonia | 2005-2006 |
| KTS Weszło de Varsovia       | Polonia | 2018-2019 |